# Première conquête de la Franche-Comté
Guerres de Louis XIV
Batailles
Siège de Besançon (1668), Siège de Dole (1668), Siège de Gray (1668)
La première conquête de la Franche-Comté s'est déroulée entre le 2 et le 19 février 1668. Il s'agit de l'épisode comtois de la guerre de Dévolution. Elle prend officiellement fin le 2 mai 1668 par la signature du traité d'Aix-la-Chapelle où la France doit restituer la province conquise. Officieusement les combats cessent dès la capitulation de la ville de Gray le 19 février.

## Contexte

### Le contexte comtois
En 1668, le comté de Bourgogne, est dans une positon et une situation particulière.
Intérieurement, le pays n'est pas remis de la terrible guerre de Dix Ans qui a ravagé son territoire et détruit de nombreuses localités. La population a été décimée et la démographie demeure encore faible. Le pays est de plus en proie à des divisions dont certaines ne font que commencer. Le parlement et le gouverneur ne s'entendent pas entre eux et sont en luttes permanentes. Aucun plan de défense ne peut voir le jour et la comté n'a pas d'armée. Une partie de la noblesse comtoise commence à choisir le parti de la France au détriment de l'Espagne, phénomène qui sera amplifié dans les années à venir. Enfin, les fortifications des cités n'ont pas été réellement réparées ni améliorées depuis la dernière la guerre.
À l'extérieur le comté de Bourgogne et plus particulièrement les parlementaires comtois, se sentent à l'abri par les traités de neutralité qu'ils ont ratifiés. Conscient des faiblesses sur le plan diplomatique le marquis de Yennes, gouverneur de la comté, charge Jean de Watteville, de négocier une alliance avec la Suisse mais le parlement dans sa stratégie d'opposition systématique à son gouverneur, invalide le traité. L’Espagne est trop faible pour intervenir militairement, la comté est quasiment sans défense à l'aube de la guerre.

## Déroulement du conflit
Le 8 décembre 1667, le Grand Condé obtient du roi le commandement des troupes stationnées à la frontière de la Bourgogne, après être resté sans affectation durant la campagne de Flandre.
Le roi quitte Saint-Germain le 2 février 1668 pour rejoindre l'armée du Grand Condé. À cette époque, le roi a reçu par un espion les nouvelles conclusions de la Triple-Alliance de La Haye, qui serait prête à lui déclarer la guerre si la France ne renonçait pas aux Pays-Bas espagnols ou à la Franche-Comté. Malgré cette circonstance, l'armée de Condé se dirige vers la Franche-Comté
Le 2 février Le Grand Condé passe la frontière avec 19 000 hommes : la surprise coté comtois est totale. Entre le 2 et le 4, les Français prennent Pesmes, Marnay, Arbois, Poligny et Bletterans. Besancon se rend le 7 février sans combattre. Le même jour Salins connait le même sors au terme d'une résistance symbolique. Louis XIV craint d'attaquer en plein hiver, les villes de Gray et de Dole qui sont alors les plus puissantes. Mais il apprend dans le même temps, que ces dernières villes manquent d'hommes et de munitions, alors devant la succession de victoires, le roi de France accepte de se lancer à l'attaque de Dole le 9 février,.
Le général de Condé avance vers Besançon le 4 février 1668 et s’en empare le 7. Le même jour, Salins est prise par le corps d’armée dirigé par le général François-Henri de Montmorency-Luxembourg. Les deux forts n’ont pratiquement pas donné de résistance. Après ces deux sièges rondement menés, l'armée française se concentre sur la forteresse de Dole. Celle-ci dépose les armes le 14 février, après seulement quatre jours de siège, alors que la ville avait résisté plusieurs mois avec succès en 1636. Entre 400 et 500 soldats français y perdent la vie. Cinq jours plus tard, le fort de Gray tombe. Louis XIV revient à Saint-Germain le 24 février 1668.
Après seulement 17 jours le territoire francs-comtois est entièrement occupé. Ce succès rapide est principalement dû à la surprise et la mauvaise préparation des Espagnols. Mais il est également dû à des causes plus profondes. En 1668 le comté de Bourgogne n'est pas remis de la guerre de Dix Ans qui laisse toujours ses cicatrices dans le paysage comtois.

## Les conséquences
Le traité d'Aix-la-Chapelle est signé le 2 mai 1668 entre la France et l'Espagne. Les articles 3 et 4 de cette paix adjugent à Louis XIV les conquêtes qu'il avait faites pendant la campagne de Flandre et, par l'article 5, la France restitue la Franche-Comté au roi d'Espagne.
La Comté sort totalement ébranlée et désorganisée du conflit. Des émeutes, parfois meurtrières, éclatent dans les plus grandes villes : le peuple accuse ses parlementaires d'avoir livré la province aux Français. L'Espagne, furieuse que la Franche-Comté ne se soit pas défendue, ne nomme dès lors plus que des non-Comtois au poste de gouverneur. Les élites comtoises sont progressivement évincées des postes à responsabilité et remplacées par des espagnols. Le gouverneur du comté, Philippe de la Baume-Saint-Amour, soupçonné de trahison, est limogé. Les suivants seront flamands ou espagnols. Ces décisions donnent naissance à une mouvance dissidente pro-française. Les élites et la haute-noblesse souhaitent un rattachement au royaume de France, impressionnés par le roi soleil. Ces dissensions dureront jusque bien après la conquête définitive de la Franche-Comté.